# AFI's 100 Years...100 Movies

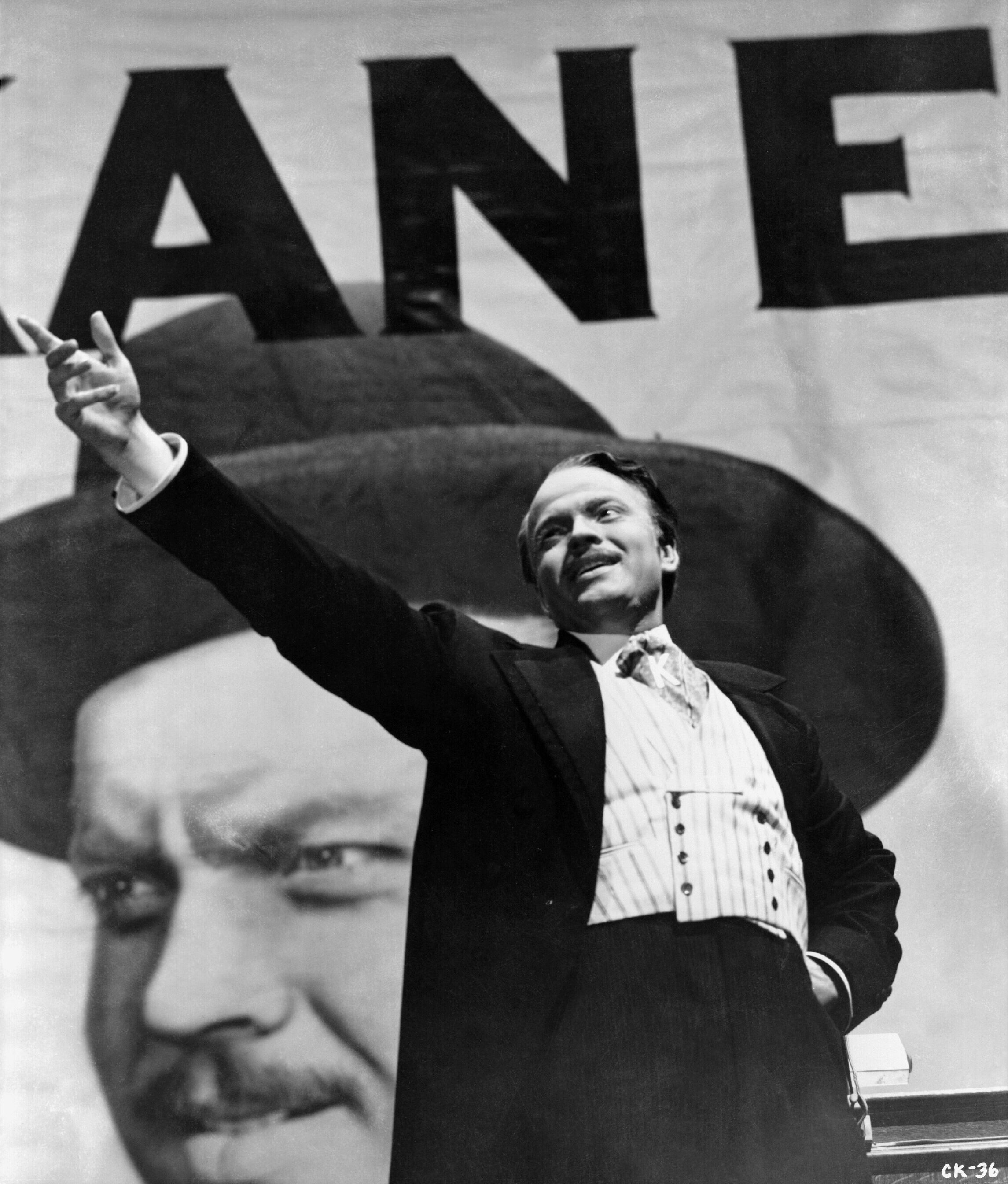
Dramafilmen En sensation med Orson Welles i huvudrollen blev framröstad som bästa amerikanska spelfilm både 1998 och 2007.

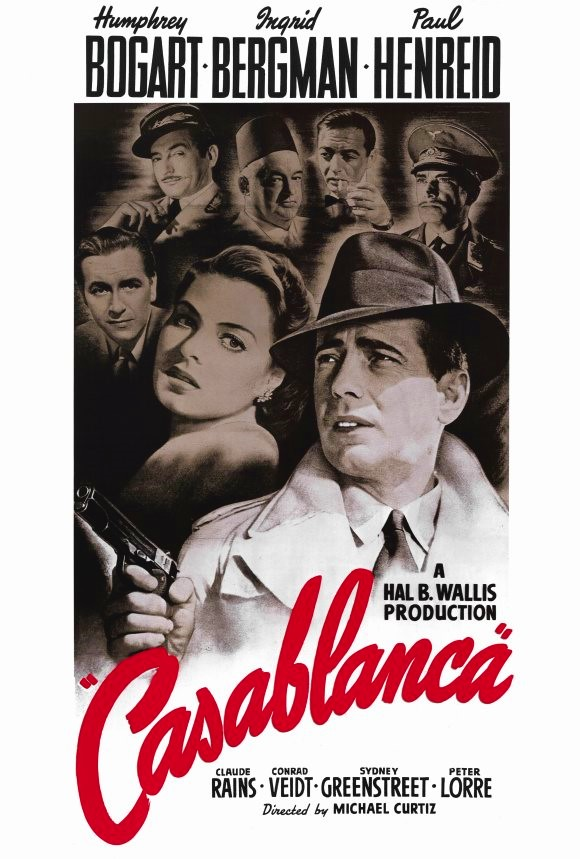
Dramafilmen Casablanca blev framröstad som den näst bästa amerikanska spelfilmen 1998 och kom på tredje plats 2007.

AFI's 100 Years…100 Movies är en lista över de 100 bästa amerikanska filmerna, presenterade av American Film Institute (AFI), framröstade av 1500 filmkritiker, filmhistoriker och personer i filmbranschen. Totalt nominerades 400 spelfilmer. Listan presenterades i ett TV-program på CBS den 16 juni 1998.

## 10 års jubileumsprogram
En uppdaterad version av listan, 10th Anniversary edition, presenterades i ett TV-program på CBS den 20 juni 2007. Värd för programmet var Morgan Freeman.

## Kriterier

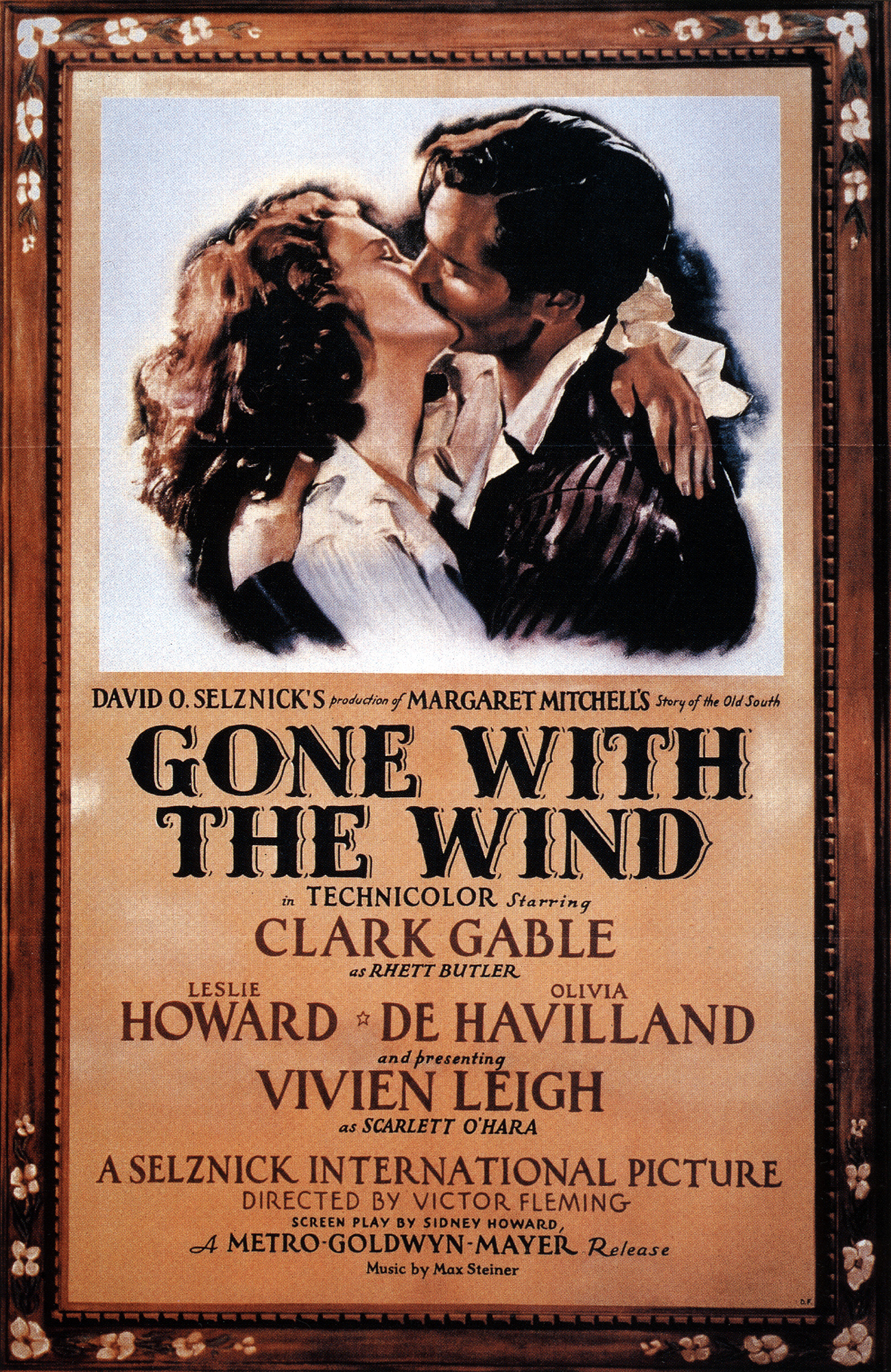
Dramafilmen Borta med vinden hamnade på fjärde plats 1998 och sjätte 2007.

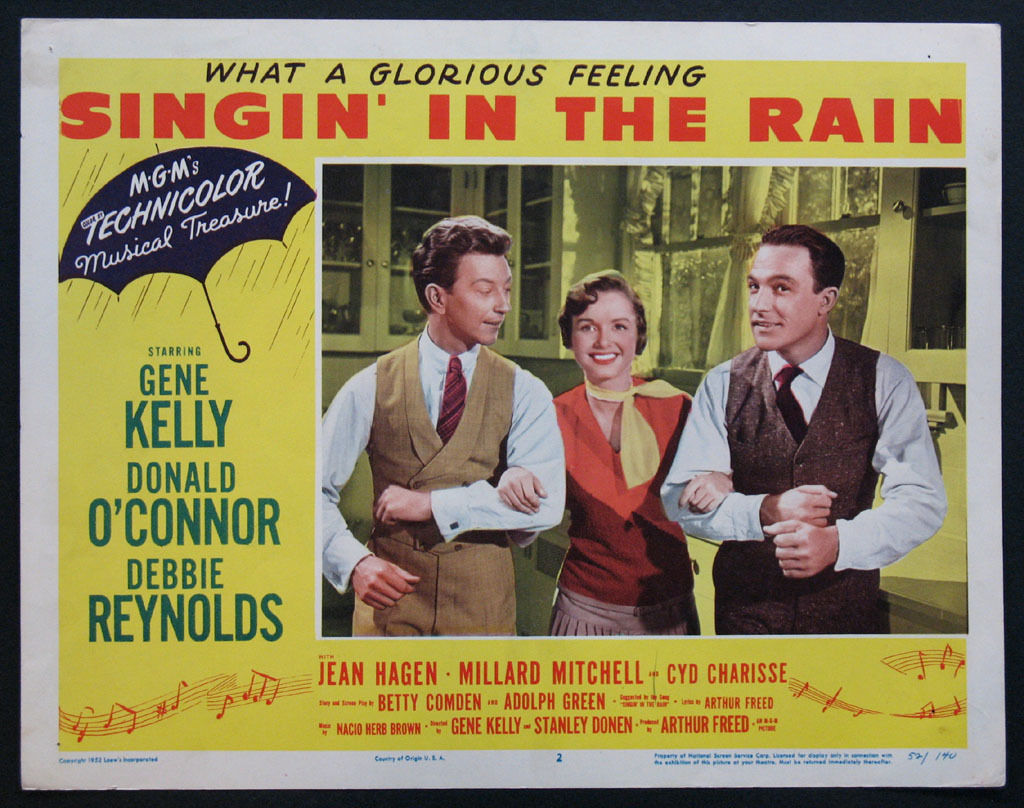
Filmmusikalen Singin' in the Rain kom på tionde plats 1998 och på femte 2007.

AFI presenterade en lista på sju kriterier att ta hänsyn till vid omröstningen:
- Filmen måste vara en spelfilm, åtminstone 60 minuter lång.
- Filmen måste helt eller delvis vara en amerikansk filmproduktion och engelskspråkig.
- Filmen måste ha recenserats i traditionell press.
- Filmen måste ha fått erkännande i form av filmpriser från filmbranschen och filmfestivaler.
- Filmen måste ha en ihållande popularitet i form av försäljning och visningar både på biografer, TV samt utgivning och uthyrning.
- Filmen måste ha filmhistorisk betydelse i form av filmtekniska lösningar, berättarstil eller andra banbrytande prestationer.
- Filmen måste ha haft ett kulturellt inflytande och satt en prägel på det amerikanska samhället genom sin stil och innehåll.

## Lista

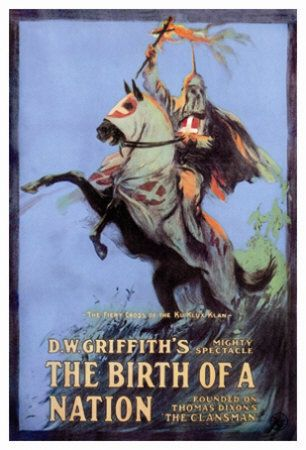
Stumfilmen Nationens födelse placerade sig på plats 44 1998, men hamnade utanför listan 2007.

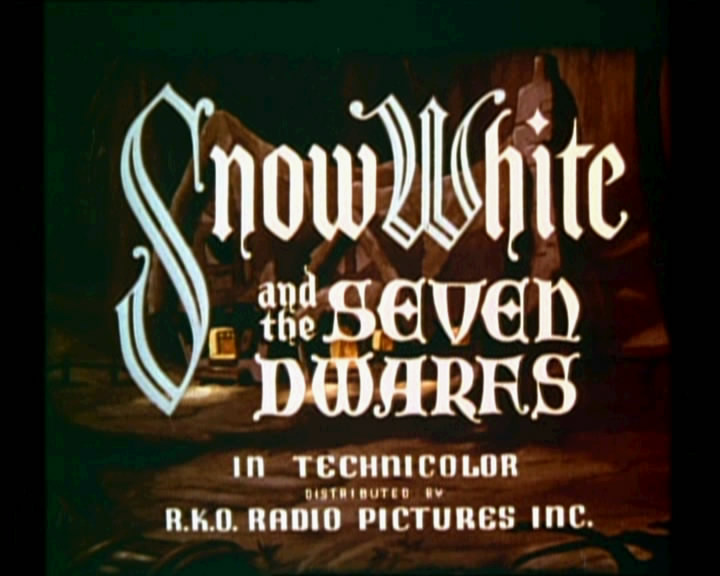
Den animerade filmen Snövit och de sju dvärgarna hamnade på plats 49 1998 och 34 2007.

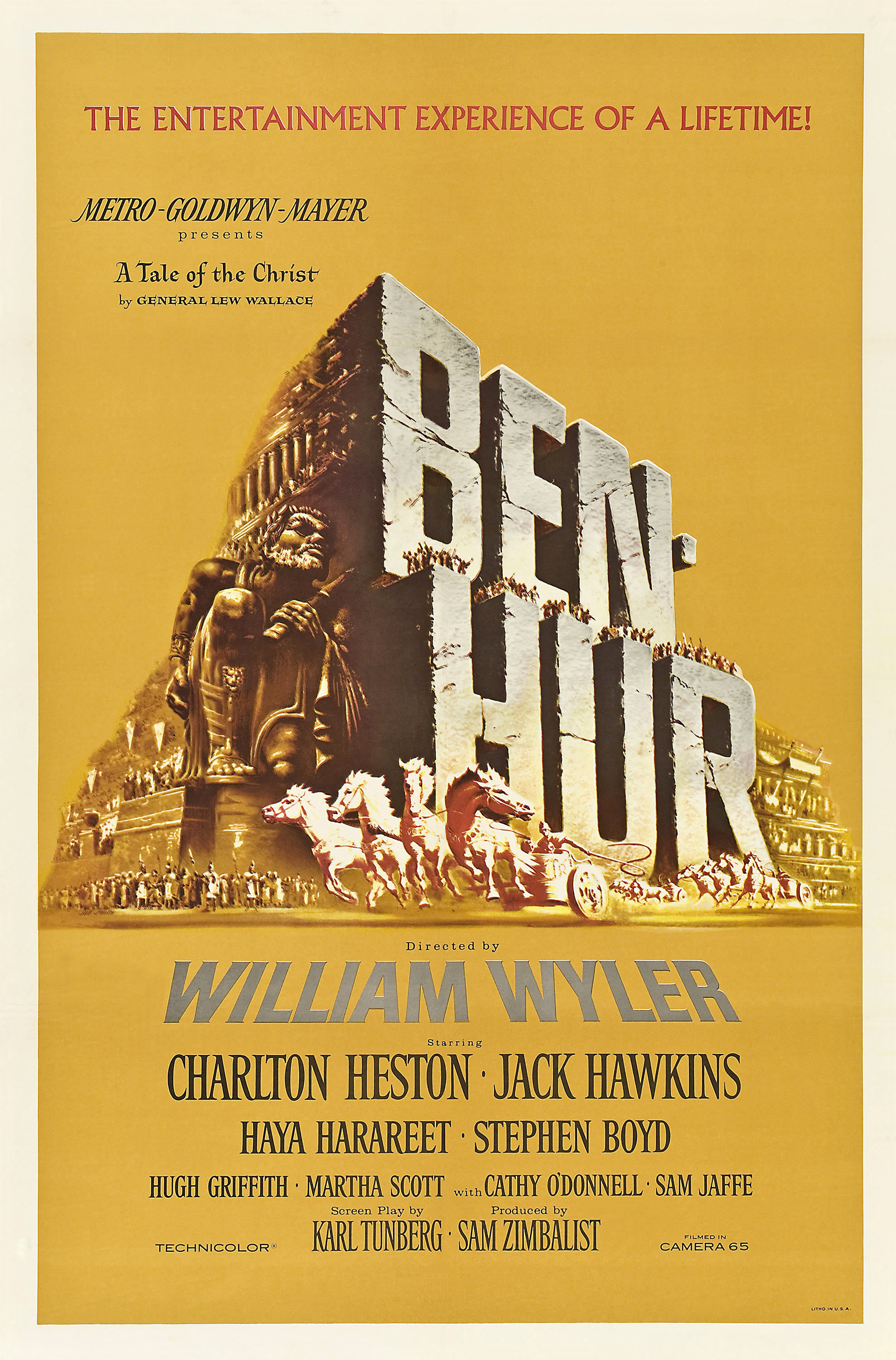
Dramafilmen Ben-Hur placerade sig på plats 72 1998 och på plats 100 2007.

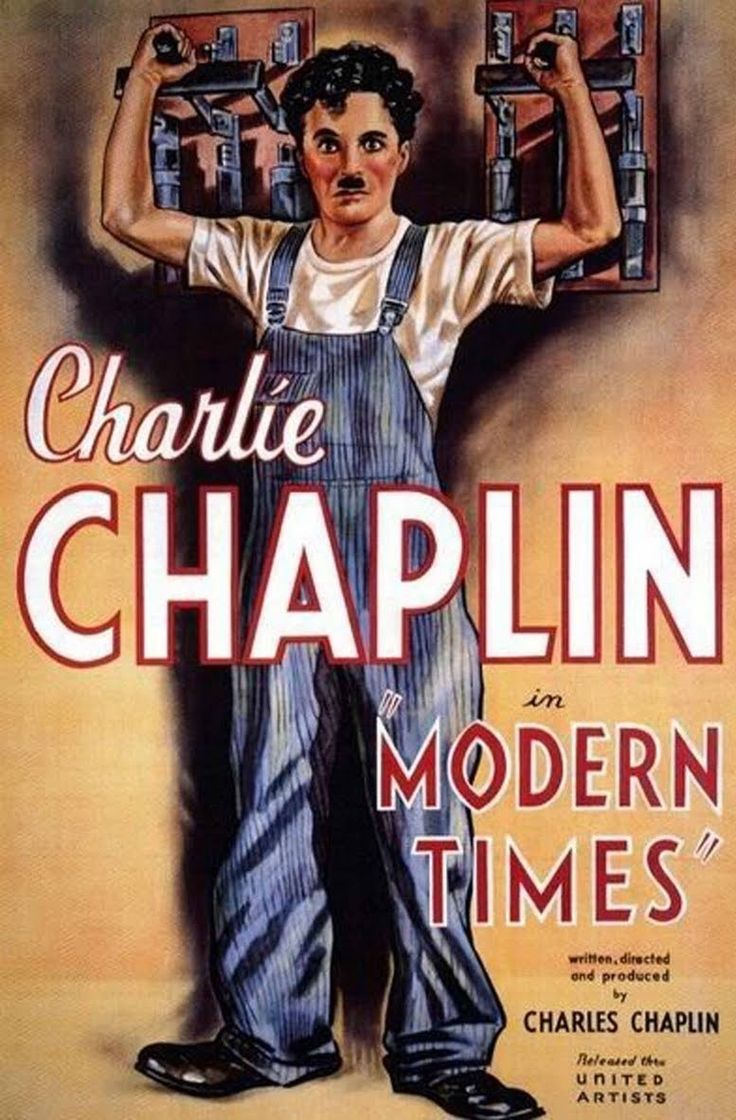
Komedin Moderna tider med Charlie Chaplin hamnade på plats 81 1998 och 78 2007.

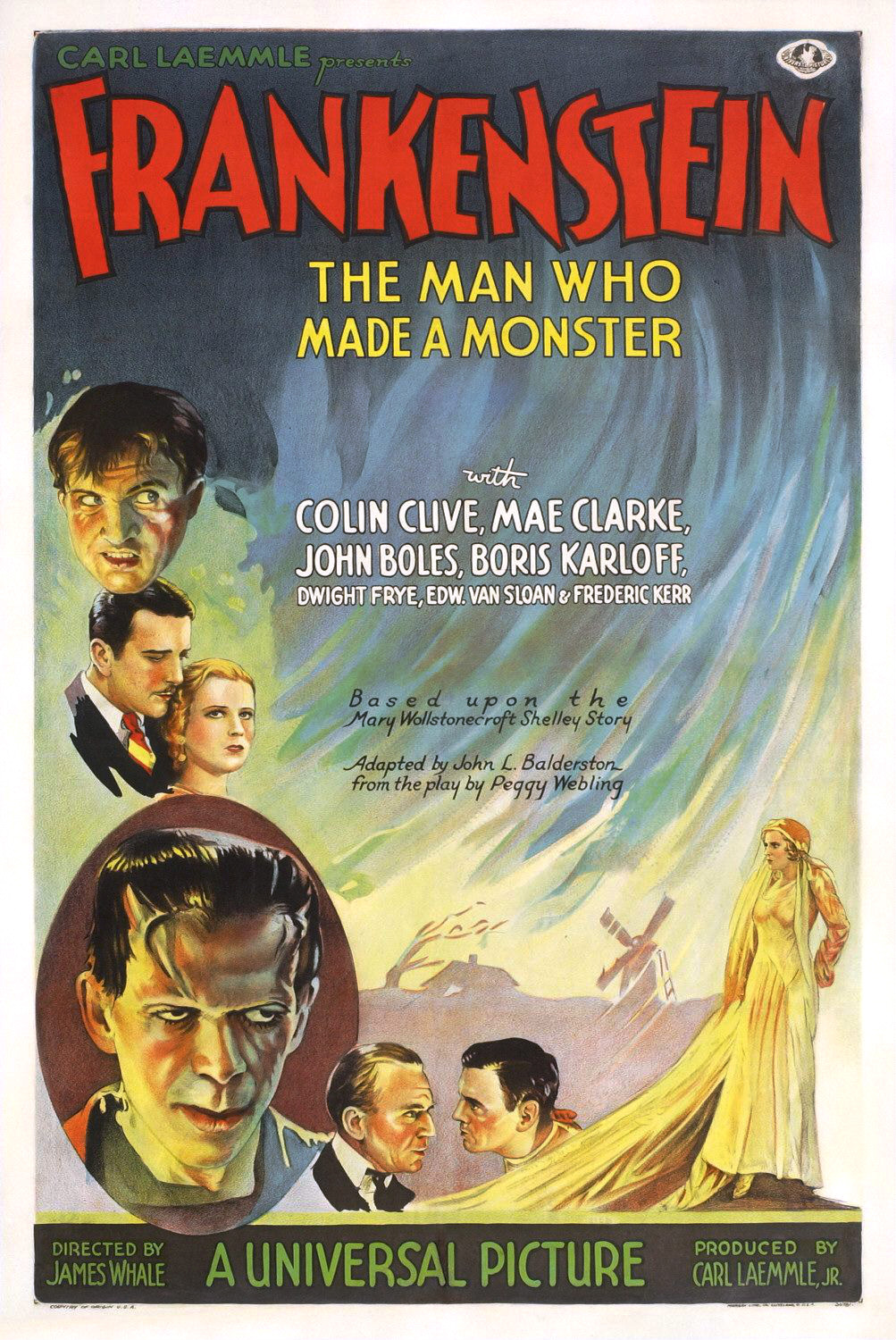
Skräckfilmen Frankenstein placerade sig på plats 87 1998, men hamnade utanför listan 2007.

| Film                                                                      | Premiärår | Placering 1998 | Placering 2007 | Förändring |
| ------------------------------------------------------------------------- | --------- | -------------- | -------------- | ---------- |
| En sensation                                                              | 1941      | 1              | 1              | 0          |
| Casablanca                                                                | 1942      | 2              | 3              | 1          |
| Gudfadern                                                                 | 1972      | 3              | 2              | 1          |
| Borta med vinden                                                          | 1939      | 4              | 6              | 2          |
| Lawrence av Arabien                                                       | 1962      | 5              | 7              | 2          |
| Trollkarlen från Oz                                                       | 1939      | 6              | 10             | 4          |
| Mandomsprovet                                                             | 1967      | 7              | 17             | 10         |
| Storstadshamn                                                             | 1954      | 8              | 19             | 11         |
| Schindler's List                                                          | 1993      | 9              | 8              | 1          |
| Singin' in the Rain                                                       | 1952      | 10             | 5              | 5          |
| Livet är underbart                                                        | 1946      | 11             | 20             | 9          |
| Sunset Boulevard                                                          | 1950      | 12             | 16             | 4          |
| Bron över floden Kwai                                                     | 1957      | 13             | 36             | 23         |
| I hetaste laget                                                           | 1959      | 14             | 22             | 8          |
| Stjärnornas krig                                                          | 1977      | 15             | 13             | 2          |
| Allt om Eva                                                               | 1950      | 16             | 28             | 12         |
| Afrikas drottning                                                         | 1951      | 17             | 65             | 48         |
| Psycho                                                                    | 1960      | 18             | 14             | 4          |
| Så går det till i krig                                                    | 1926      | —              | 18             | —          |
| Chinatown                                                                 | 1974      | 19             | 21             | 2          |
| Gökboet                                                                   | 1975      | 20             | 33             | 13         |
| Vredens druvor                                                            | 1940      | 21             | 23             | 2          |
| År 2001 – ett rymdäventyr                                                 | 1968      | 22             | 15             | 7          |
| Riddarfalken från Malta                                                   | 1941      | 23             | 31             | 8          |
| Tjuren från Bronx                                                         | 1980      | 24             | 4              | 20         |
| E.T. the Extra-Terrestrial                                                | 1982      | 25             | 24             | 1          |
| Dr. Strangelove eller: Hur jag slutade ängslas och lärde mig älska bomben | 1964      | 26             | 39             | 13         |
| Bonnie och Clyde                                                          | 1967      | 27             | 42             | 15         |
| Apocalypse                                                                | 1979      | 28             | 30             | 2          |
| Mr Smith i Washington                                                     | 1939      | 29             | 26             | 3          |
| Sierra Madres skatt                                                       | 1948      | 30             | 38             | 8          |
| Annie Hall                                                                | 1977      | 31             | 35             | 4          |
| Gudfadern del II                                                          | 1974      | 32             | 32             | 0          |
| Sheriffen                                                                 | 1952      | 33             | 27             | 6          |
| Skuggor över Södern                                                       | 1962      | 34             | 25             | 9          |
| Det hände en natt                                                         | 1934      | 35             | 46             | 11         |
| Midnight Cowboy                                                           | 1969      | 36             | 43             | 7          |
| De bästa åren                                                             | 1946      | 37             | 37             | 0          |
| Kvinna utan samvete                                                       | 1944      | 38             | 29             | 9          |
| Doktor Zjivago                                                            | 1965      | 39             | —              | —          |
| I sista minuten                                                           | 1959      | 40             | 55             | 15         |
| West Side Story                                                           | 1961      | 41             | 51             | 10         |
| Fönstret åt gården                                                        | 1954      | 42             | 48             | 6          |
| King Kong                                                                 | 1933      | 43             | 41             | 2          |
| Nationens födelse                                                         | 1915      | 44             | —              | —          |
| Linje Lusta                                                               | 1951      | 45             | 47             | 2          |
| A Clockwork Orange                                                        | 1971      | 46             | 70             | 24         |
| Taxi Driver                                                               | 1976      | 47             | 52             | 5          |
| Hajen                                                                     | 1975      | 48             | 56             | 8          |
| Snövit och de sju dvärgarna                                               | 1937      | 49             | 34             | 15         |
| Intolerance                                                               | 1916      | —              | 49             | —          |
| Butch Cassidy och Sundance Kid                                            | 1969      | 50             | 73             | 23         |
| Sagan om ringen                                                           | 2001      | —              | 50             | —          |
| En skön historia                                                          | 1940      | 51             | 44             | 7          |
| Härifrån till evigheten                                                   | 1953      | 52             | —              | —          |
| Amadeus                                                                   | 1984      | 53             | —              | —          |
| På västfronten intet nytt                                                 | 1930      | 54             | —              | —          |
| Sound of Music                                                            | 1965      | 55             | 40             | 15         |
| M*A*S*H                                                                   | 1970      | 56             | 54             | 2          |
| Den tredje mannen                                                         | 1949      | 57             | —              | —          |
| Fantasia                                                                  | 1940      | 58             | —              | —          |
| Ung rebell                                                                | 1955      | 59             | —              | —          |
| Nashville                                                                 | 1975      | —              | 59             | —          |
| Jakten på den försvunna skatten                                           | 1981      | 60             | 66             | 6          |
| Studie i brott                                                            | 1958      | 61             | 9              | 52         |
| Med tio cents på fickan                                                   | 1941      | —              | 61             | —          |
| Tootsie                                                                   | 1982      | 62             | 69             | 7          |
| Diligensen                                                                | 1939      | 63             | —              | —          |
| Cabaret                                                                   | 1972      | —              | 63             | —          |
| Närkontakt av tredje graden                                               | 1977      | 64             | —              | —          |
| När lammen tystnar                                                        | 1991      | 65             | 74             | 9          |
| Network                                                                   | 1976      | 66             | 64             | 2          |
| Hjärntvättad                                                              | 1962      | 67             | —              | —          |
| Vem är rädd för Virginia Woolf?                                           | 1966      | —              | 67             | —          |
| En amerikan i Paris                                                       | 1951      | 68             | —              | —          |
| Mannen från vidderna                                                      | 1953      | 69             | 45             | 24         |
| French Connection – Lagens våldsamma män                                  | 1971      | 70             | 93             | 23         |
| Forrest Gump                                                              | 1994      | 71             | 76             | 5          |
| Rädda menige Ryan                                                         | 1998      | —              | 71             | —          |
| Ben-Hur                                                                   | 1959      | 72             | 100            | 28         |
| Nyckeln till frihet                                                       | 1994      | —              | 72             | —          |
| Svindlande höjder                                                         | 1939      | 73             | —              | —          |
| Guldfeber                                                                 | 1925      | 74             | 58             | 16         |
| Dansar med vargar                                                         | 1990      | 75             | —              | —          |
| I nattens hetta                                                           | 1967      | —              | 75             | —          |
| Stadens ljus                                                              | 1931      | 76             | 11             | 65         |
| Sista natten med gänget                                                   | 1973      | 77             | 62             | 15         |
| Alla presidentens män                                                     | 1976      | —              | 77             | —          |
| Rocky                                                                     | 1976      | 78             | 57             | 21         |
| Deer Hunter                                                               | 1978      | 79             | 53             | 26         |
| Det vilda gänget                                                          | 1969      | 80             | 79             | 1          |
| Moderna tider                                                             | 1936      | 81             | 78             | 3          |
| Spartacus                                                                 | 1960      | —              | 81             | —          |
| Jätten                                                                    | 1956      | 82             | —              | —          |
| Soluppgång                                                                | 1927      | —              | 82             | —          |
| Plutonen                                                                  | 1986      | 83             | 86             | 3          |
| Titanic                                                                   | 1997      | —              | 83             | —          |
| Fargo                                                                     | 1996      | 84             | —              | —          |
| Fyra fula fiskar                                                          | 1933      | 85             | 60             | 25         |
| Galakväll på operan                                                       | 1935      | —              | 85             | —          |
| Myteri                                                                    | 1935      | 86             | —              | —          |
| Frankenstein                                                              | 1931      | 87             | —              | —          |
| 12 edsvurna män                                                           | 1957      | —              | 87             | —          |
| Easy Rider                                                                | 1969      | 88             | 84             | 4          |
| Patton – Pansargeneralen                                                  | 1970      | 89             | —              | —          |
| Sjätte sinnet                                                             | 1999      | —              | 89             | —          |
| Jazzsångaren                                                              | 1927      | 90             | —              | —          |
| Dansen går                                                                | 1936      | —              | 90             | —          |
| My Fair Lady                                                              | 1964      | 91             | —              | —          |
| Sophies val                                                               | 1982      | —              | 91             | —          |
| En plats i solen                                                          | 1951      | 92             | —              | —          |
| Ungkarlslyan                                                              | 1960      | 93             | 80             | 13         |
| Maffiabröder                                                              | 1990      | 94             | 92             | 2          |
| Pulp Fiction                                                              | 1994      | 95             | 94             | 1          |
| Den sista föreställningen                                                 | 1971      | —              | 95             | —          |
| Förföljaren                                                               | 1956      | 96             | 12             | 84         |
| Do the Right Thing                                                        | 1989      | —              | 96             | —          |
| Ingen fara på taket                                                       | 1938      | 97             | 88             | 9          |
| Blade Runner                                                              | 1982      | —              | 97             | —          |
| De skoningslösa                                                           | 1992      | 98             | 68             | 30         |
| Gissa vem som kommer på middag                                            | 1967      | 99             | —              | —          |
| Toy Story                                                                 | 1995      | —              | 99             | —          |
| Yankee Doodle Dandy                                                       | 1942      | 100            | 98             | 2          |